# Thymus arenicola
Thymus arenicola là một loài thực vật có hoa trong họ Hoa môi. Loài này được Sennen & Mauricio miêu tả khoa học đầu tiên năm 1936.